# Барталуш-Мокани (Васлуј)
Барталуш-Мокани (рум. Bărtăluș-Mocani) насеље је у Румунији у округу Васлуј у општини Пујешти. Oпштина се налази на надморској висини од 385 m.

## Становништво
Према подацима из 2002. године у насељу је живело 223 становника, од којих су сви румунске националности.